# Михаил Садовеану
Михаил Садовеану (1880 — 1961) био је румунски романописац, писац кратких прича, новинар и политичка личност, који је два пута био вршилац дужности шефа државе за комунистичку републику (1947–1948 и 1958). Један од најплоднијих писаца на румунском језику, упамћен је највише по својим историјским и авантуристичким романима, као и по писању природе. Аутор чија је каријера трајала пет деценија, Садовеану је био рани сарадник традиционалистичког часописа Sămănătorul, пре него што је постао познат као писац реализма. Његове књиге, хваљене критиком због своје визије вековне самоће, углавном су смештене у историјски регион Молдавије, надовезујући се на теме из средњовековне и ране модерне историје Румуније. Међу њима су Neamul Șoimăreștilor („Породица Шоимарешти“), Frații Jderi („Браћа Ждери“) и Baltagul („Секира“) и неким другим белетристичким делима, Садовеану проширује своју фреску на савремену историју и прилагођава свој стил психолошким романима натурализма и социјалистичког реализма.